# فردریک سیسوخو
فردریک سیسوخو (انگلیسی: Frédéric Cissokho؛ زادهٔ ۱۹ آوریل ۱۹۷۱) بازیکن فوتبال اهل فرانسه است.